# Ялпуг (Молдова)
Ялпуг (рум. Ialpug) — село в Молдові в Чимішлійському районі. Входить до складу комуни, центром якої є село Гиртоп.